# Vision du Prophète Ézéchiel
La Vision du Prophète Ézéchiel (en ukrainien : Видіння пророка Єзекіїля) est une œuvre du peintre russe Mikhaïl Vroubel réalisée en 1906, durant sa dernière période d'activité, sur un thème religieux, alors qu'il est gravement atteint par la maladie.

## Histoire
Le psychiatre Fiodor Oussoltsev diagnostique, en 1904, chez Mikaïl Vroubel, un tabes dorsalis, c'est-à-dire une dégénérescence de la colonne dorsale de la moelle épinière observée dans la neurosyphilis, provoqué par la bactérie treponema pallidum, qui affecte seulement la moelle et pas le cerveau. Pour le reste, les hallucinations, les voix, cela ressemble pour le médecin à un trouble bipolaire, à une psychose maniaco-dépressive caractéristique des natures artistiques.
Plusieurs des médecins psychiatres qui soignent Mikhaïl Vroubel font appel au dynamisme artistique de leurs patients malades pour tenter d'améliorer leur état. Parmi ceux-ci : Fiodor Oussoltsev, Pavel Karpov. Ce dernier rassemblera une collection des dessins et peintures de ses malades, comprenant des milliers de pièces .
Vers 1906, alors que Vroubel connaît une aggravation de sa maladie, il se tourne vers ce grand sujet religieux et choisit avec cette aquarelle un sujet rempli de mystères et de secrets. Ses premiers travaux d'artiste, en sortant de l'académie, dans les années 1884-1889, avaient été consacrés à la rénovation des fresques de l'église Saint-Cyrille et de la cathédrale Saint-Vladimir à Kiev. Mais il montrait plutôt de l'indifférence à l'égard de la spiritualité chrétienne et ses madones expriment davantage de la mélancolie fin de siècle que du mysticisme. Toujours est-il qu'il se tourne vers un sujet religieux tout en admettant dans ses conversations avec ses proches qu'il avait trop peu d'ordre pour s'attaquer à des motifs monumentaux au contenu significatif. Il n'existe, par ailleurs, pratiquement pas de données artistiques sur le sujet qu'il a choisi.

## Sujet du tableau
Ézéchiel est un des prophètes de l'Ancien Testament ou Tanakh (selon la tradition hébraïque). C'est le troisième des grands prophètes, dans l'ordre canonique (Isaïe, Jérémie, Ézéchiel, Daniel). On lui attribue le Livre d'Ézéchiel. Dans le premier chapitre du Livre d'Ézéchiel, le prophète raconte sa vision du chariot de Dieu qui passe devant ses yeux et qui est tiré par le Tétramorphe. C'est une des scènes les plus célèbres du Tanakh et de l'Ancien Testament, qui est le point de départ de la littérature des Palais ou Écrits du Char Céleste.
Cette littérature relate des visions extatiques des sept Palais (Heikhalot) célestes qui se dévoilent durant les ascensions mystiques, du Char céleste (Merkava), des cieux, des anges et du trône divin suivant le premier chapitre du Livre d'Ézéchiel.
Les visions du prophète Ézéchiel sont sombres et effrayantes et réapparaîtront notamment dans les textes liés à l'Apocalypse dans le Nouveau Testament. Le passage Les Ossements desséchés ressuscités du Livre d'Ézechiel, chapitre 37, versets 3 à 10 relatent la rencontre d'Ézéchiel avec son Dieu :
« Fils de l'homme, ces os pourront-ils revivre? Je répondis: Seigneur Éternel, tu le sais. Il me dit : Prophétise sur ces os, et dis-leur : Ossements desséchés, écoutez la parole de l'Éternel ! Ainsi parle le Seigneur, l'Éternel, à ces os : Voici, je vais faire entrer en vous un esprit, et vous vivrez; je vous donnerai des nerfs, je ferai croître sur vous de la chair, je vous couvrirai de peau, je mettrai en vous un esprit, et vous vivrez. Et vous saurez que je suis l'Éternel. Je prophétisai, selon l'ordre que j'avais reçu. Et comme je prophétisais, il y eut un bruit, et voici, il se fit un mouvement, et les os s'approchèrent les uns des autres. Je regardai, et voici, il leur vint des nerfs, la chair crût, et la peau les couvrit par-dessus; mais il n'y avait point en eux d'esprit. Il me dit: Prophétise, et parle à l'esprit! prophétise, fils de l'homme, et dis à l'esprit: Ainsi parle le Seigneur, l'Éternel: Esprit, viens des quatre vents, souffle sur ces morts, et qu'ils revivent! Je prophétisai, selon l'ordre qu'il m'avait donné. Et l'esprit entra en eux, et ils reprirent vie, et ils se tinrent sur leurs pieds : c'était une armée nombreuse, très nombreuse. »
Traduction d'après la Bible Louis Segond.
La conscience de Vroubel est déjà profondément perturbée par la maladie. Il est dans les dernières années de sa vie (Il meurt en 1910). Son esquisse rend compte de la rencontre mystérieuse du prophète avec son Dieu tout-puissant. Le peintre fait apparaître une figure d'Ézéchiel solennelle, dans une robe précieuse, byzantine, brodée de perles. Mais le prophète est sombre et oppressé par la vision des morts et des ossements qui vont être reconquis et ramenés à la vie par la toute puissance de Dieu. L'atmosphère est fantomatique et le décor chaotique. Un vortex géant semble emporter des débris tordus comme de la poussière.
Le portrait au crayon de Valéri Brioussov réalisé en 1906 est également une des dernières œuvres réalisées par Mikhaïl Vroubel, qui meurt en 1910.

## Provenance
Probablement créée en 1906, l'œuvre est acquise en 1913 par le Musée russe de Saint-Pétersbourg. Les exigences du stockage d'aquarelles de grande taille sont telles qu'elle ne sont accessibles que lors de grandes expositions publiques.